# Supercopa de Italia 1995
La Supercopa de Italia 1995 se enfrentaron el ganador de la Serie A 1994-95, la Juventus, y el segundo lugar de la Copa Italia 1994-95, el Parma, porque la Juventus en esa temporada fue campeón de ambas competiciones. 
El partido fue disputado el 17 de enero de 1996 debido a unos conflictos ocurridos. La Juventus ganó el partido por 1-0 y alzó así su primer título.

## Detalles del partido
| 1          | POR        | Angelo Peruzzi       |     |
| 2          | DEF        | Ciro Ferrara         |     |
| 20         | DEF        | Pietro Vierchowod    |     |
| 15         | DEF        | Alessio Tacchinardi  |     |
| 3          | DEF        | Moreno Torricelli    |     |
| 8          | MED        | Antonio Conte        |     |
| 6          | MED        | Paulo Sousa          | 83' |
| 14         | MED        | Didier Deschamps     |     |
| 9          | DEL        | Gianluca Vialli      | 78' |
| 11         | DEL        | Fabrizio Ravanelli   |     |
| 10         | DEL        | Alessandro Del Piero | 40' |
| Entrenador | Entrenador | Marcello Lippi       |     |

| 1          | POR        | Luca Bucci        |     |
| 14         | DEF        | Roberto Mussi     | 77' |
| 6          | DEF        | Fernando Couto    |     |
| 7          | DEF        | Néstor Sensini    |     |
| 17         | DEF        | Fabio Cannavaro   |     |
| 3          | DEF        | Alberto Di Chiara | 46' |
| 23         | MED        | Massimo Brambilla |     |
| 24         | MED        | Dino Baggio       |     |
| 9          | MED        | Massimo Crippa    | 83' |
| 10         | DEL        | Gianfranco Zola   |     |
| 8          | DEL        | Hristo Stoichkov  |     |
| Entrenador | Entrenador | Nevio Scala       |     |

| 12 | POR | Michelangelo Rampulla | 40' |
| 7  | MED | Angelo Di Livio       | 78' |
| 4  | DEF | Massimo Carrera       | 83' |

| 20 | DEL | Alessandro Melli  | 46' |
| 2  | DEF | Antonio Benarrivo | 63' |
| 18 | DEL | Faustino Asprilla | 77' |

|  | 33' | Gianluca Vialli | 1-0 |

| Expulsado | 39' | Angelo Peruzzi |

| Árbitro | Piero Ceccarini |

| 1          | POR        | Angelo Peruzzi       |     |
| 2          | DEF        | Ciro Ferrara         |     |
| 20         | DEF        | Pietro Vierchowod    |     |
| 15         | DEF        | Alessio Tacchinardi  |     |
| 3          | DEF        | Moreno Torricelli    |     |
| 8          | MED        | Antonio Conte        |     |
| 6          | MED        | Paulo Sousa          | 83' |
| 14         | MED        | Didier Deschamps     |     |
| 9          | DEL        | Gianluca Vialli      | 78' |
| 11         | DEL        | Fabrizio Ravanelli   |     |
| 10         | DEL        | Alessandro Del Piero | 40' |
| Entrenador | Entrenador | Marcello Lippi       |     |

| 1          | POR        | Luca Bucci        |     |
| 14         | DEF        | Roberto Mussi     | 77' |
| 6          | DEF        | Fernando Couto    |     |
| 7          | DEF        | Néstor Sensini    |     |
| 17         | DEF        | Fabio Cannavaro   |     |
| 3          | DEF        | Alberto Di Chiara | 46' |
| 23         | MED        | Massimo Brambilla |     |
| 24         | MED        | Dino Baggio       |     |
| 9          | MED        | Massimo Crippa    | 83' |
| 10         | DEL        | Gianfranco Zola   |     |
| 8          | DEL        | Hristo Stoichkov  |     |
| Entrenador | Entrenador | Nevio Scala       |     |

| 12 | POR | Michelangelo Rampulla | 40' |
| 7  | MED | Angelo Di Livio       | 78' |
| 4  | DEF | Massimo Carrera       | 83' |

| 20 | DEL | Alessandro Melli  | 46' |
| 2  | DEF | Antonio Benarrivo | 63' |
| 18 | DEL | Faustino Asprilla | 77' |

|  | 33' | Gianluca Vialli | 1-0 |

| Expulsado | 39' | Angelo Peruzzi |

| Árbitro | Piero Ceccarini |

| Supercopa de Italia        |
|                            |
| Campeón Juventus 1° título |